# Seal
Seal Henry Olusegun Olumida Adeola Samuel (London, Engleska, 19. veljače 1963.), poznatiji kao Seal, britanski je pjevač i tekstopisac nigerijskog podrijetla, a nagrađen je s četiri Grammya. Njegovo ime Olusegun znači "Bog je pobjednik". Svoje poznate ožiljke na licu dobio je posljedicom autoimune bolesti.

## Životopis
Seal je rođen u londonskoj četvri Paddington. Studirao je i diplomirao arhitekturu te je prije glazbene karijere radio niz poslova na području Londona.
Kao glazbenik aktivan je od 1989. godine, a do sada je snimio šest studijskih albuma.
Njegovi albumi bili su jako uspješni na ljestvicama SAD-a i Velike Britanije. Njegova glazba ima elemente rhythm&bluesa, funka, soula, housea i dancea.
Među hitovima su pjesme "Crazy", "Killer", "Amazing", "The Right Life" i mnoge druge. Supruga mu je poznati njemački supermodel Heidi Klum, s kojom ima dva sina i kćer, Henryja, Johana i Helene.

## Diskografija

### Studijski albumi
- 1991.: Seal
- 1994.: Seal II
- 1998.: Human Being
- 2003.: Seal IV
- 2007.: System
- 2008.: Soul
- 2010.: Commitment

### Ostali albumi
- 1991.: The Acoustic Session
- 1991.: Violet: Acoustic EP
- 2004.: Best 1991-2004
- 2005.: Live in Paris
- 2006.: One Night to Remember
- 2008.: Live in Hattiesburg

### DVD-ovi
- 2004.: Videos - 1991 - 2004
- 2005.: Live in Paris
- 2005.: Live At the Point - 1992
- 2006.: One Night to Remember
- 2008.: Soundstage (Blu-ray only)